# Михальченко Роман Миколайович
 Роман Миколайович Михальченко — молодший сержант Збройних Сил України, учасник російсько-української війни, що загинув у ході російського вторгнення в Україну в 2022 році.

## Життєпис
Роман Михальченко народився 1977 року в селі Погреби (з 2020 року — Зазимської сільської громади) Броварського району на Київщині. В січні 2015 року як резервіста призвали до лав ЗСУ у складі 95-тої окремої десантно-штурмової бригади. Брав участь у війні на сході України, повернувся у квітні 2016 року. З початком повномасштабного російського вторгнення в Україну був мобілізований 24 лютого 2022 року, перебував на передовій. Мав військову посаду командира відділення десантно-штурмового взводу. Загинув близько 03:30 ранку 22 березня 2022 року в Донецькій області від отриманих травм несумісних з життям. У цей час група військових (близько 40 людей) відпочивала в кількаповерховій будівлі. За попередньою інформацією одна з місцевих жительок здала ворогу позиції захисників і окупант наніс ракетний удар по будівлі. Із загиблим попрощалися 30 березня 2022 року в рідному селі.

## Нагороди
- Орден «За мужність» III ступеня (2022, посмертно) — за особисту мужність і самовіддані дії, виявлені у захисті державного суверенітету та територіальної цілісності України, вірність військовій присязі[2].